# Кривсун Юрій Олександрович
Ю́рій Олекса́ндрович Кривсу́н (1972—2014) — старший солдат, Збройні сили України, учасник російсько-української війни.

## Життєпис
Народився 1972 року в селі Богуслав Павлоградського району Дніпропетровської області. Закінчив 1987 року Богуславську неповну середню школу, 1991-го — радгосп-технікум Кримсадстанції Держагропрому УРСР (спеціальність плодоовочівництво). Пройшов строкову службу в лавах ЗСУ; працював бригадиром садово-овочево-польової бригади в АФ ЗАТ «ім. Ілліча», потім агрономом. 1999 року закінчив Кримський державний аграрний університет, вчений агроном. 2007 року закінчив Дніпропетровський національний університет, магістр за спеціальністю «державна служба». З 2003 року працював в управлінні агропромислового розвитку. Від 2008 року — на посаді начальника відділу ринкових відносин, маркетингу продукції та ринку матеріально—технічних ресурсів.
У часі війни — старший стрілець, 39-й батальйон територіальної оборони «Дніпро-2».
21 липня 2014-го увечері поблизу селища Кам'янка на блокпост українських сил заїхав мікроавтобус із вибухівкою, у швидкому часі підірвався. Тоді загинуло п'ять військових — Юрій Кривсун, старший сержант Ігор Волошин, старший солдат Олександр Загородній, старший сержант Костянтин Буша та солдат Олександр Калаянов.
Вдома залишились син 1997 р.н., сестра, мати Ганна Онисіївна. Похований в Богуславі.

## Нагороди та вшанування
За особисту мужність і героїзм, виявлені у захисті державного суверенітету та територіальної цілісності України, вірність військовій присязі під час російсько-української війни
- нагороджений орденом «За мужність» III ступеня (4.6.2015, посмертно).
- Липнем 2015 року в Богуславі відкрили пропам'ятну дошку на честь Юрія Кривсуна.[3]